# Saperda populnea
Saperda populnea es una especie de escarabajo longicornio del género Saperda, subfamilia Lamiinae. Fue descrita científicamente por Linné en 1758.
Se distribuye por Albania, Argelia, Alemania, Inglaterra, Austria, Bélgica, Bielorrusia, Bosnia y Herzegovina, Bulgaria, China, Croacia, Dinamarca, España, Estonia, Finlandia, Francia, Grecia, Hungría, Italia, Kazajistán, Letonia, Lituania, Luxemburgo, Macedonia, Marruecos, Moldavia, Mongolia, Noruega, Países Bajos, Polonia, Portugal, República de Corea, Rumania, Rusia europea, Sicilia, Eslovaquia, Eslovenia, Suecia, Suiza, Chequia, Turquía, Ucrania y Yugoslavia. Mide 7,5-15 milímetros de longitud. El período de vuelo ocurre en los meses de abril, mayo, junio, julio y agosto.

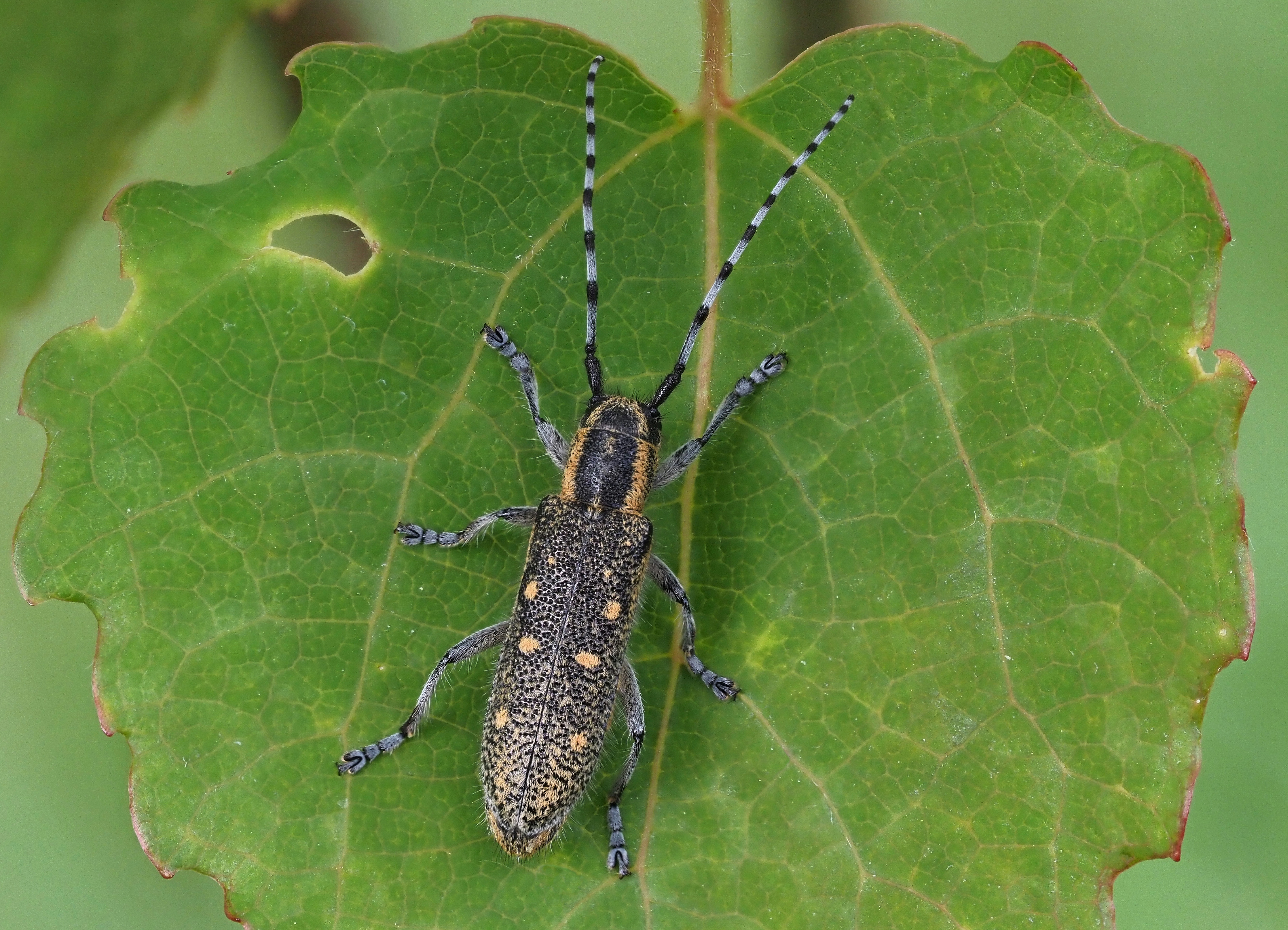
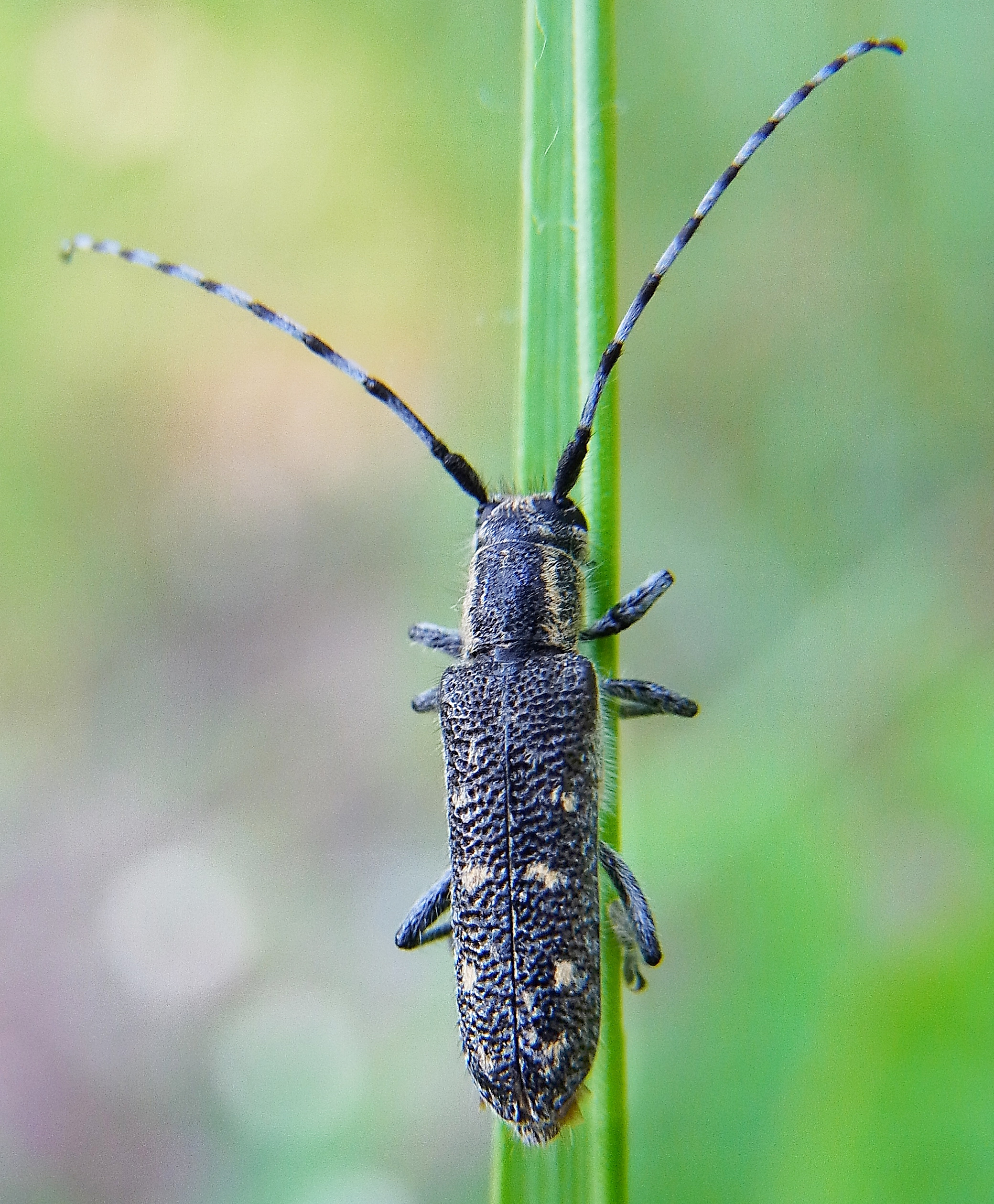
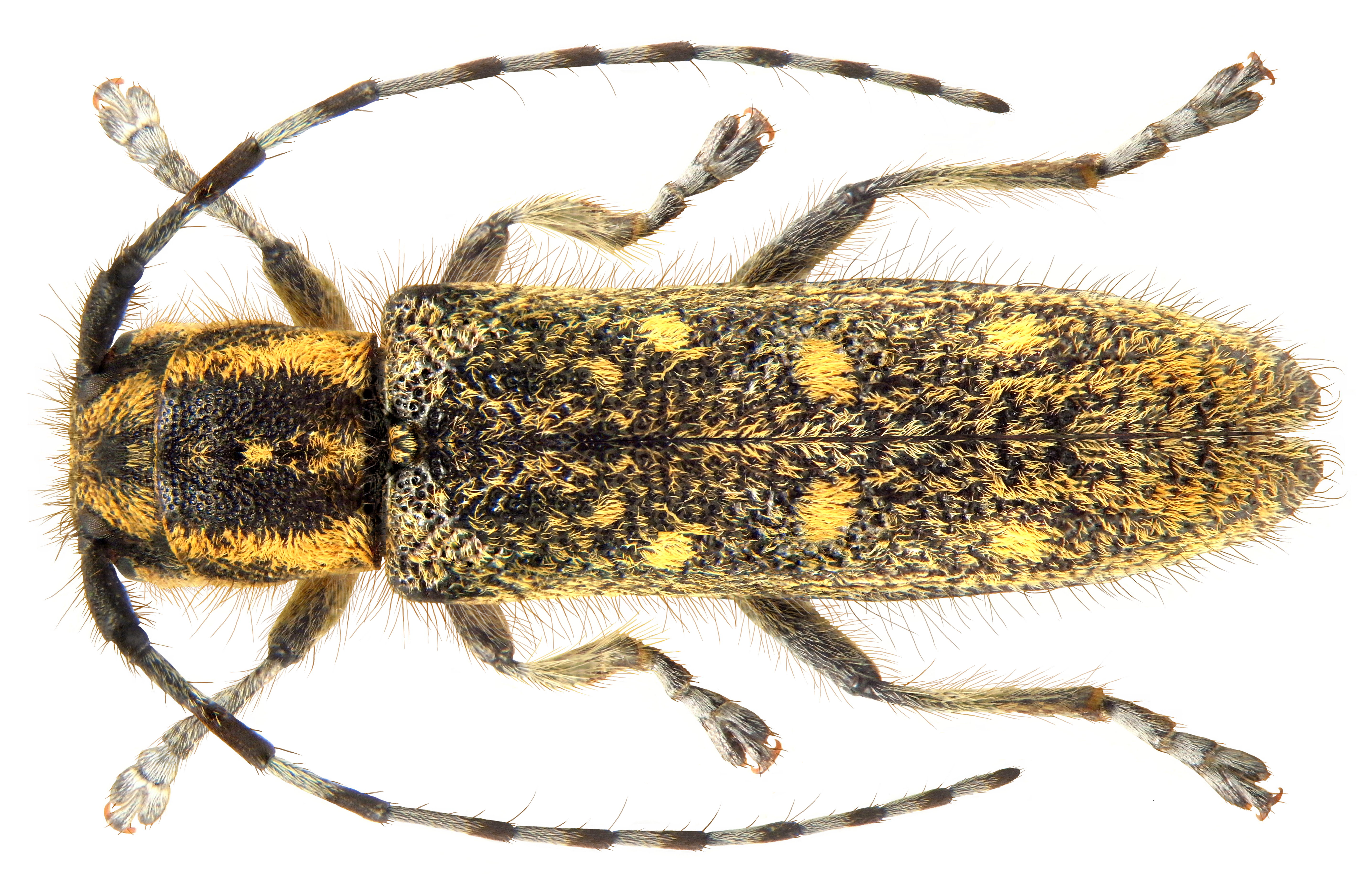
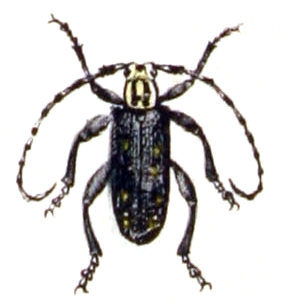
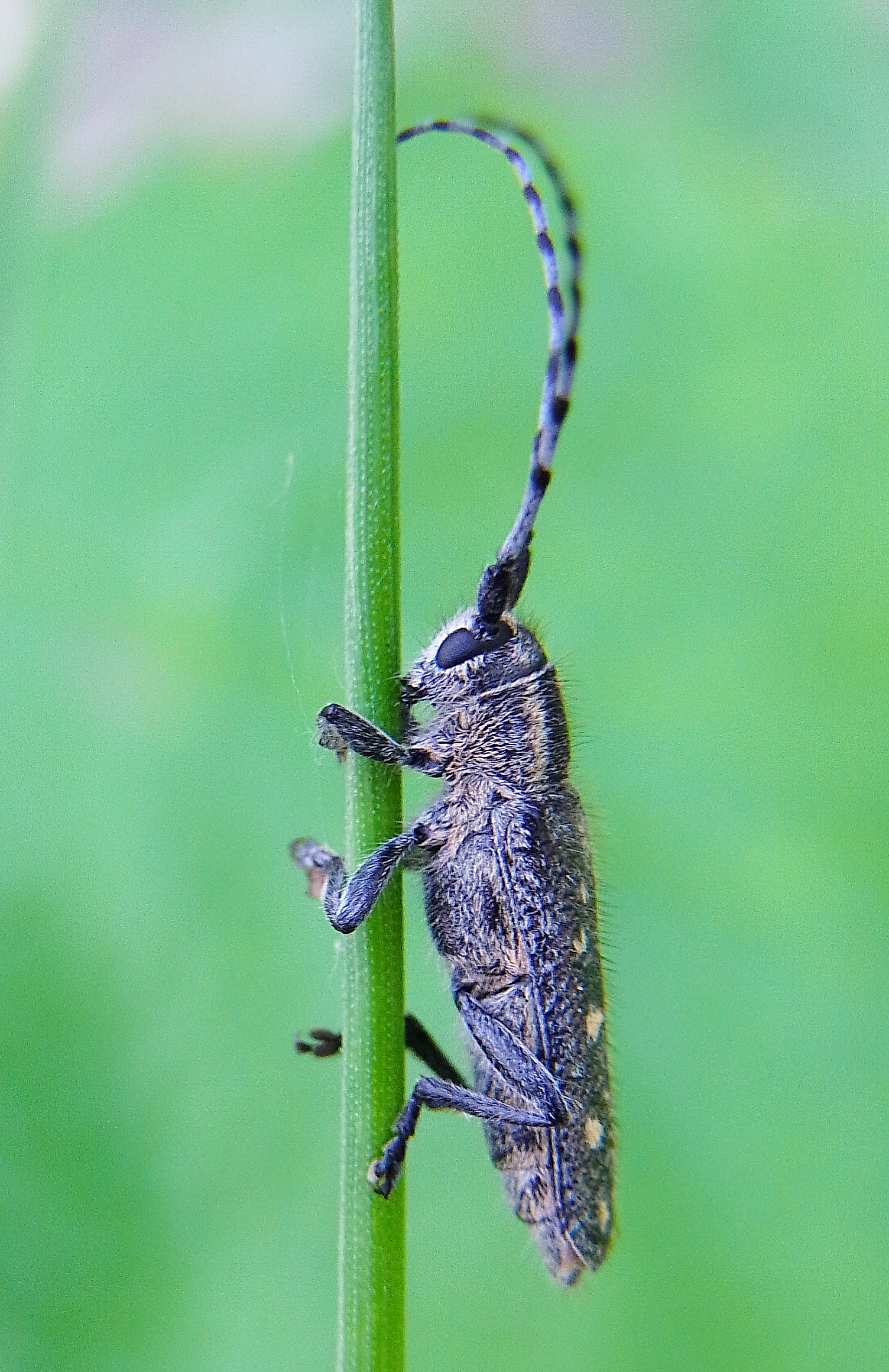